# Lucia Traversa
Lucia Traversa (Reggio Emilia, 31 maggio 1965) è una maestra di scherma ed ex schermitrice italiana, specializzata nel fioretto.
Allieva del maestro Salvatore Di Naro (Sasà), ha tirato per il Club Scherma Roma e successivamente per le Fiamme Oro. Atleta dotata di un forte temperamento e di una tecnica correlata alla notevole fisicità, ha vinto due titoli di Campione del Mondo con la squadra azzurra di fioretto. Il suo miglior risultato Olimpico è la medaglia d'argento nel fioretto femminile a squadre alle Olimpiadi di Seoul del 1988.
Diventa maestra di scherma nella società sportiva Fiamme Oro assieme all'allenatore della nazionale Daniele Pantoni.

## Palmarès

### Risultati élite
In carriera ha ottenuto i seguenti risultati:
Giochi olimpici
Individuale
A squadre
- Argento nel fioretto a Seul 1988

Mondiali
Individuale
A squadre
- Oro nel fioretto a Vienna 1983
- Oro nel fioretto a Lione 1990
- Argento nel fioretto a Sofia 1986
- Bronzo nel fioretto a Losanna 1987
- Bronzo nel fioretto a Denver 1989

Europei
Individuale
- Bronzo nel fioretto a Vienna 1991

A squadre
Universiadi
Individuale
- Oro nel fioretto a Zagabria 1987

A squadre
- Oro nel fioretto a Kōbe 1985
- Oro nel fioretto a Zagabria 1987

Campionati italiani
Individuale
- Oro nel fioretto a  1990

A squadre